# Le Mal Marié
Le Mal Marié est la deuxième fable du livre VII de Jean de La Fontaine situé dans le second recueil des Fables de La Fontaine, édité pour la première fois en 1678.
Résumé : Une femme étant trop exigeante, avare, jamais satisfaite, son mari décide de la renvoyer à la campagne pour qu'elle réfléchisse. Mais quand il vient la chercher après un certain temps, il se rend compte qu'elle n'a pas changé et il décide donc de l'abandonner. 
Que le bon soit toujours camarade du beau,

             Dès demain je chercherai femme ;

Mais comme le divorce entre eux n'est pas nouveau,

Et que peu de beaux corps hôtes d'une belle âme

             Assemblent l'un et l'autre point,

Ne trouvez pas mauvais que je ne cherche point.

J'ai vu beaucoup d'Hymens, aucuns d'eux ne me tentent :

Cependant des humains presque les quatre parts

S'exposent hardiment au plus grand des hasards  ;

Les quatre parts aussi des humains se repentent.

J'en vais alléguer un (2) qui, s'étant repenti,

             Ne put trouver d'autre parti,

             Que de renvoyer son Epouse

             Querelleuse, avare, et jalouse.

Rien ne la contentait, rien n'était comme il faut :

On se levait trop tard, on se couchait trop tôt,

Puis du blanc, puis du noir, puis encore autre chose;

Les Valets enrageaient, l'Epoux était à bout ;

Monsieur ne songe à rien, Monsieur dépense tout,

             Monsieur court, Monsieur se repose.

         Elle en dit tant, que Monsieur, à la fin,

             Lassé d'entendre un tel lutin,

             Vous la renvoie à la campagne

         Chez ses parents. La voilà donc compagne

De certaines Philis (3) qui gardent les dindons

             Avec les gardeurs de cochons.

Au bout de quelque temps, qu'on la crut adoucie,

Le Mari la reprend. Eh bien ! qu'avez-vous fait ?

             Comment passiez-vous votre vie ?

L'innocence des champs est-elle votre fait ?

             Assez, dit-elle ; mais ma peine

Etait de voir les gens plus paresseux qu'ici ;

             Ils n'ont des troupeaux nul souci.

Je leur savais bien dire, et m'attirais la haine

             De tous ces gens si peu soigneux.

Eh, madame, reprit son époux tout à l'heure,

             Si votre esprit est si hargneux

             Que le monde qui ne demeure

Qu'un moment avec vous, et ne revient qu'au soir,

             Est déjà lassé de vous voir,

Que feront des Valets qui toute la journée

             Vous verront contre eux déchaînée ?

             Et que pourra faire un Epoux

Que vous voulez qui soit jour et nuit avec vous ?

Retournez au village : adieu. Si de ma vie

       Je vous rappelle et qu'il m'en prenne envie,

Puissé-je chez les morts avoir pour mes péchés

Deux femmes comme vous sans cesse à mes côtés.
— Jean de La Fontaine, Fables de La Fontaine, Le mal Marié